# Лајно Кастело-Нуово Чентро (Козенца)
Лајно Кастело-Нуово Чентро је насеље у Италији у округу Козенца, региону Калабрија.
Према процени из 2011. у насељу је живело 366 становника. Насеље се налази на надморској висини од 539 м.